# Dictator (travhäst)
Dictator, född 1863 i Orange County i New York, död 25 maj 1893, var en amerikansk standardhäst. Han är ansedd som en av de viktigaste avelshingstarna inom utvecklingen av den amerikanska standardhästen.

## Historia
Dictator är efter hingsten Hambletonian 10, som räknas som den amerikanska sulkyhästens fader. Från Hambletonian, genom hans söner George Wilkes (1856), Dictator, Happy Medium (1863) och Electioneer (1868), utgår nästan alla amerikanska travar- och passgångarlinjer.
Modern Clara föddes i Orange County i New York 1848, och var endast 152 cm i mankhöjd. På våren 1857 skickades till Chester för att betäckas av Hambletonian 10. 1858 fölade hon Dexter och sedan helbrodern Dictator 1863.
När Dictator var 11 månader köptes han av Harrison Durkee som ägde Spring Hill Stud Farm i Flushing på Long Island. Han kördes in av Alden Goldsmith och startade sin avelskarriär som treåring. Harrison Durkee skröt ofta om Dictator och hans enorma fartresurser. Dock förblev Dictator ostartad.
1876 hyrdes Dictator ut till Edge Hill Farm nära Georgetown, och kom tillbaka till Long Island 1878. Bland dem som hade Dictator som far under tiden på Edge Hill Farm fanns Jay Eye See, Phallas och Director, som alla gjorde succé på travbanorna sommaren 1884. Dictators avkommor gjorde sig kända för att ha stora fartresurser.
Dictator avled den 25 maj 1893 vid 30 års ålder.